# Pitot-piezometerrör
Pitot-Piezometerröret är som namnet antydet en kombination av Pitot-rör och piezometerrör. Pitot-Piezometerröret har både en frontöppning som Pitot-röret och små hål på undersidan som Piezometerröret. Vanligtvis används en manometervätska för att avläsa tryckskillnaden, var på sambandet mellan avläst manometerhöjd och fluidens strömningshastighet blir:
{\displaystyle {\bar {v}}=C\cdot {\sqrt {2\cdot g\cdot h_{m}\cdot \left({\dfrac {\rho _{m}}{\rho _{f}}}-1\right)}}}
där 
- = Fluidens medelhastighet (m/s)
- C = Korrektionsfaktor (-)
- g = Tyngdacceleration (9,82 m/s2)
- hm = Avläst höjdskillnad på manometervätskan (meter vätskepelare)
- ρm = Manometervätskans densitet (kg/m3)
- ρf = Fluidens densitet (kg/m3)

## Korrektionsfaktorn
Värdet på korrektionsfaktorn (C) beror på osäkerheten i mätningen av det statiska trycket. Korrektionsfaktorn får för varje Pitot-Pitzometerrör bestämmas genom kalibreing. 

### Prandtl-röret
Det plattnosade Prandtl-röret är konstruerat på så sätt att störningarna vid nosen tas ut av störningarna vid sidorna. Korrektionsfaktorn blir då ett (C = 1) varför sambandet mellan avläst manometerhöjd och fluidens strömningshastighet blir: 
{\displaystyle {\bar {v}}={\sqrt {2\cdot g\cdot h_{m}\cdot \left({\dfrac {\rho _{m}}{\rho _{f}}}-1\right)}}}
där 
- = Fluidens medelhastighet (m/s)
- g = Tyngdacceleration (9,82 m/s2)
- hm = Avläst höjdskillnad på manometervätskan (meter vätskepelare)
- ρm = Manometervätskans densitet (kg/m3)
- ρf = Fluidens densitet (kg/m3)